# Eintafelprojektion
Unter Eintafelprojektion versteht man eine senkrechte Parallelprojektion auf eine horizontale Ebene mit weiteren Informationen (z. B. Höhen in Landkarten oder Traufkantenhöhen und Neigungswinkel von Dachflächen).

Kotierte Projektion (unten) einer Ebene, eines Kegels und eines Paraboloids

In der Darstellenden Geometrie wird eine Eintafelprojektion oft als kotierte Projektion bezeichnet (von franz. coter ‚notieren‘) und ist der Oberbegriff für die Darstellung von Böschungsflächen und der Dachausmittlung. Das wichtigste Hilfsmittel beim Arbeiten mit kotierten Projektionen sind Höhenlinien.
Anwendung finden Eintafelprojektionen
- in der Kartografie für topografische Karten zur Beschreibung von unebenem Gelände und im Straßenbau zur Darstellung von Böschungsflächen (Schüttflächen an Straßenrändern) und
- bei Dachausmittlungen zur Ermittlung von Grat-, Kehl- und Firstlinien (Schnittgeraden benachbarter Dachflächen) in Form des Grundrisses des Traufkantenpolygons zusammen mit Angaben über Traufkantenhöhen und Dachneigungen.

Die Bezeichnung Eintafelprojektion wurde bewusst in Anlehnung an Zweitafelprojektion gewählt. Bei einer Zweitafelprojektion stecken alle räumlichen Informationen (z. B. Koordinaten) in zwei zugeordneten senkrechten Parallelprojektionen (Grundriss und Aufriss). Bei einer Eintafelprojektion spielt der Grundriss eine dominierende Rolle. Die fehlenden räumlichen Informationen werden in der Regel durch Zahlen (Höhen, Neigungswinkel …) oder Farben ergänzt. Bei irgendeiner senkrechten oder schiefen Parallelprojektion spricht man nicht von einer Eintafelprojektion.

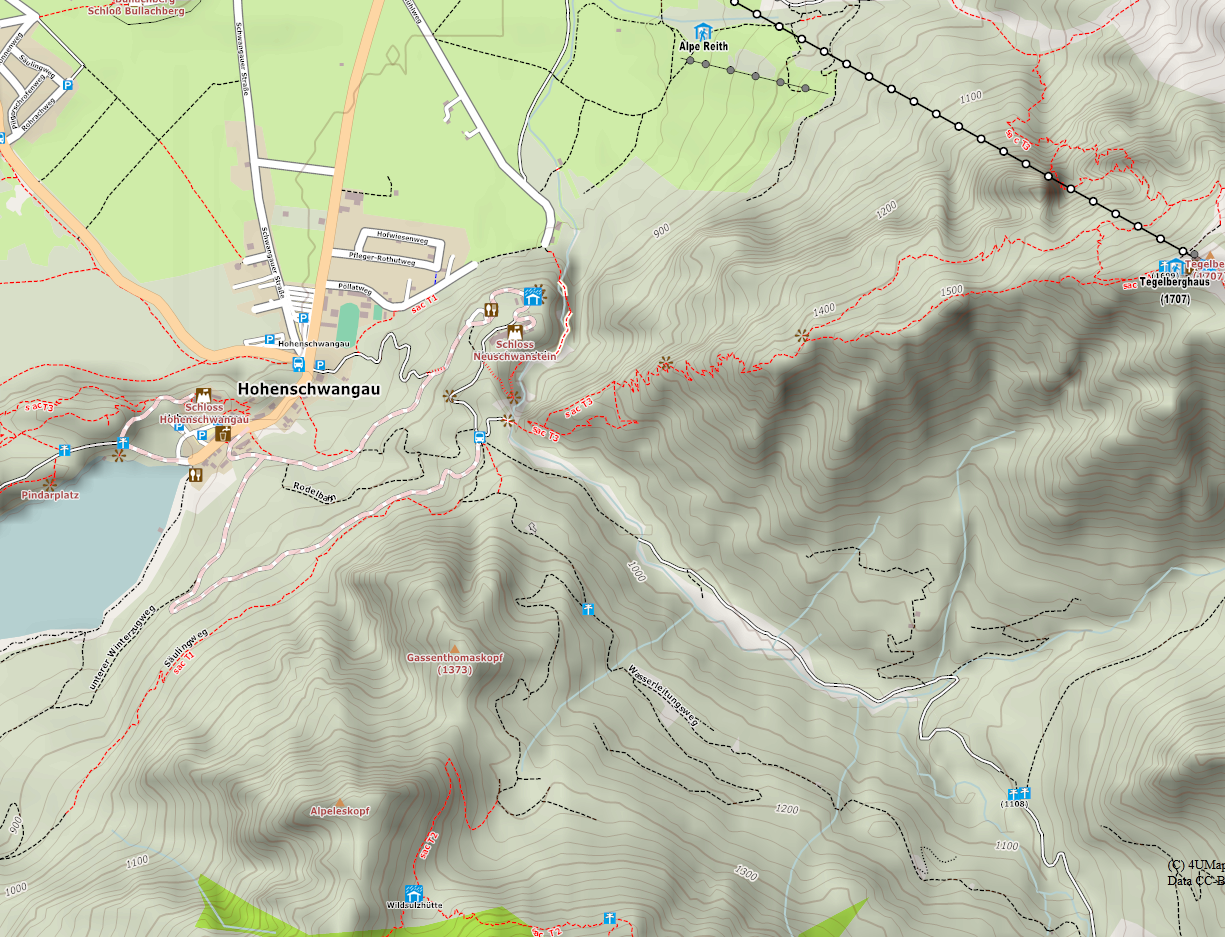
Wanderkarte mit Höhenlinien
Straße mit einem Teil einer Böschungsfläche (Die Zahlen geben Höhen an.)
Dachausmittlung: Grat-Kehl- und Firstlinien (Die Zahlen geben Dachneigungen an.)